# Marian Zimmermann
Marian Zimmermann (ur. 19 września 1901 w Przemyślu, zm. 19 stycznia 1969 w Poznaniu) – polski uczony, znawca prawa administracyjnego, asystent i docent Uniwersytetu Jana Kazimierza we Lwowie, profesor Uniwersytetu Poznańskiego.

## Życiorys
Był synem Kazimierza i Jeremii z Szechowiczów. Ukończył gimnazjum w Przemyślu. W 1927 uzyskał stopień doktora praw na Wydziale Prawa Uniwersytetu Jana Kazimierza we Lwowie. Habilitował się w 1934 r. na podstawie pracy napisanej pod kierunkiem prof. Zbigniewa Pazdro. Od 1925 r. do 30 marca 1939 r. był asystentem w Katedrze Prawa Administracyjnego i Nauki Administracji UJK prof. Zbigniewa Pazdro. W październiku 1936 otrzymał prawo veniam legendi z zakresu polskiego prawa administracyjnego na Wydziale Prawa Uniwersytetu Jana Kazimierza we Lwowie.
Z dniem 10 marca 1939 r. powołany został na stanowisko profesora nadzwyczajnego prawa administracyjnego w Uniwersytecie Poznańskim. Nie zdołał jednak w pełni przenieść się do Poznania. Wrzesień 1939 r. zastał go we Lwowie. Do grudnia 1939 r. pracował jako docent, a od stycznia 1940 do 26 czerwca 1941 r. jako laborant na Wydziale Prawa Uniwersytetu Lwowskiego (od 8 stycznia 1940 r. Państwowego Uniwersytetu im. Iwana Franki).
Po wkroczeniu do Lwowa Niemców brał udział w tajnym nauczaniu na kierowanym przez prof. Kazimierza Przybyłowskiego Wydziale Prawa Tajnego Uniwersytetu Jana Kazimierza. Zajęcia prowadził w kilkuosobowych grupach we własnym domu. W okresie tym był też nauczycielem w Akademii Handlu Zagranicznego we Lwowie i być może adwokatem (źródła są sprzeczne).
W 1944 r. opuścił Lwów. W maju 1945 r. objął katedrę nadzwyczajną prawa administracyjnego na Uniwersytecie Poznańskim. 5 kwietnia 1946 r. został profesorem zwyczajnym prawa administracyjnego na Wydziale Prawno-Ekonomicznym Uniwersytetu Poznańskiego. W grudniu 1948 r. uzyskał pozwolenie Ministerstwa Oświaty na zajęcie uboczne w charakterze doradcy Izby Przemysłowo-Handlowej w Poznaniu. Był promotorem doktoratu Józefa Litwina (1947).
W 1937 został odznaczony Złotym Krzyżem Zasługi, w 1954 otrzymał Krzyż Kawalerski Orderu Odrodzenia Polski, a w 1955 Medal 10-lecia Polski Ludowej.
Został pochowany na Cmentarzu Junikowo w Poznaniu. Jego syn, Jan Zimmermann, został profesorem i kierownikiem katedry prawa administracyjnego Uniwersytetu Jagiellońskiego.

## Publikacje
- Stosunek Najwyższego Trybunału Administracyjnego do orzeczeń karno-administracyjnych, Lwów 1927
- Kwestia orzecznictwa karno-administracyjnego, Warszawa 1929
- Artykuł 72 Konstytucji a dotychczasowe ustawodawstwo polskie, Lwów 1930, s. 235
- Wywłaszczenie. Studium z dziedziny prawa publicznego, Lwów „Towarzystwo Naukowe” 1933, s. 235
- Nowa konstytucja, „Wiadomości Historyczno-Dydaktyczne” 1935, s. 41
- Kontrola konstytucyjności ustaw a Konstytucja kwietniowa, Poznań 1936 (Odbitka z RPEiS, t. XVI, s. 303*–316*)
- Założenia ustroju administracyjnego państwa, Lwów 1936 (Odbitka ze Sprawozdania Towarzystwa Naukowego we Lwowie)
- Kwestia promulgacji ustaw w nowej konstytucji, Poznań 1936 (Odbitka z RPEiS)
- Ordynacja wyborcza jako zagadnienie ustrojowe Konstytucji kwietniowej, Lwów „Wieś i Państwo” 1938
- Polskie prawo wywłaszczeniowe, Lwów, „Instytut Nauk Politycznych w Poznaniu” 1939